# Kamera-Slider

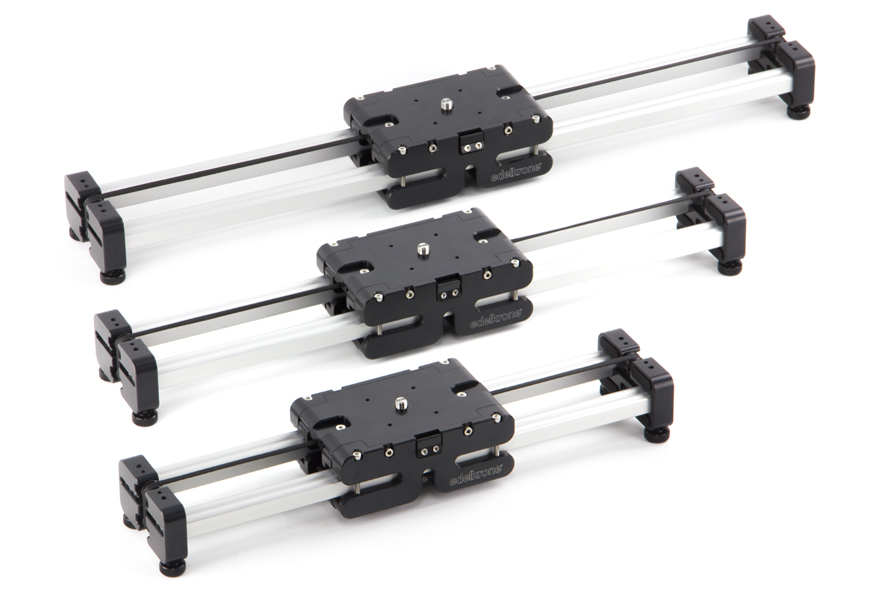
Kamera-Slider verschiedener Größen (SliderPLUS Pro)

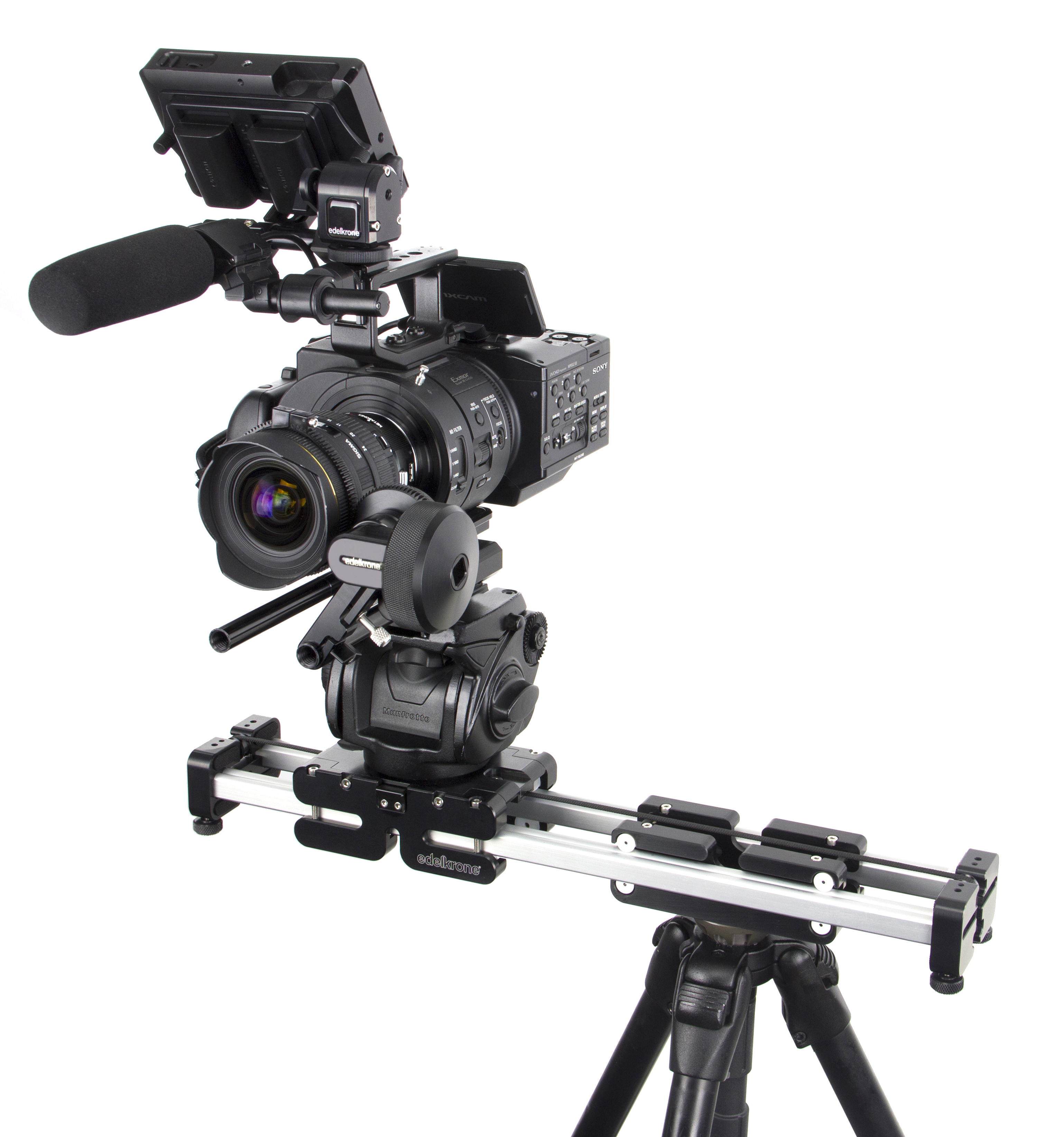
Kamera-Slider (SliderPLUS Pro FS 700 der Firma edelkrone) mit Stativ und Videokamera

Unter einem Kamera-Slider (auch Kamera-Slider-System oder Kamera-Gleiter) versteht man ein auf Gleitlagern beruhendes System, mit dem sich Kameras auf einer geraden Strecke verfahren lassen. Schmiermittelfreie Gleitlager, die praktisch keine Haftreibung haben, ermöglichen das ruckelfreie Anschieben der Kamera. 
Ein Kamera-Slider ist vom Einsatz vergleichbar mit einem Dolly. Ähnliche Systeme werden von den Firmen Glidetrack und Kessler Crane hergestellt.

## Einsatzgebiete
Ein Kamera-Slider hat eine Schienenbreite zwischen 2 und 10 cm. Systeme mit bis zu 4 m Länge eignen sich vor allem für Einsätze, bei denen ein Dolly zu groß und schwer wäre.
Die Schiene kann direkt auf ein Kamera- oder Licht-Stativ geschraubt werden, auf den Boden gelegt oder anderweitig montiert werden (z. B. vor einem PKW, zwischen zwei Bäumen o. ä.)
Das Kamera-Slider-System ist sicherer als ein Dolly, da der Schlitten die Schienen umgreift und sogar in Schieflage nicht abrutschen kann. Das ermöglicht neue Kamerafahrten. Außerdem ist das System leicht und eignet sich perfekt für den mobilen Einsatz. Auch im Studiobereich findet das System Anwendung.

## Aufbau
Diese Systeme beruhen meistens auf Gleitschienen, die in Industriezwecken eingesetzt werden.

### Bauart
Je nach Wahl des Systems gibt es verschiedene Aufbauten. Meistens besteht ein Kamera-Slider aus einer Schiene und einem Schlitten mit vier Trocken-Gleitlagern. Zusätzlich erhältlich sind Feststellbremse oder Motor-Systeme.
Motor-Systeme sind aktuell vor allem auf dem amerikanischen Markt weit verbreitet. Mit einem motorisierten Kamera-Slider lassen sich so genannte Zeitraffer-Fahrten erstellen. Dabei wird der Schlitten mit einem speziell übersetztem Motor sehr langsam über die Schiene gezogen.
Das Gleitlager ist neben dem Wälzlager die im Maschinen- und Gerätebau am häufigsten gebrauchte Lager-Bauart.
Im Gleitlager haben die beiden sich relativ zueinander bewegenden Teile direkten Kontakt. Sie gleiten aufeinander gegen den durch Gleitreibung verursachten Widerstand. Dieser kann niedrig gehalten werden durch Wahl einer reibungsarmen Materialpaarung, durch Schmierung oder durch Erzeugen eines Schmierfilms (Vollschmierung), der die beiden Kontaktflächen voneinander trennt.

### Vorteile
- Ein Kamera-Slider ist leicht, schmiermittelfrei und besitzt durch die Konstruktion mit Gleitlagern nahezu keinen Anfahrtswiderstand.
- Er ist besonders geeignet für Aufnahmen in Gebirgen
- Er wird auch als kostengünstigere Alternative zu einem Dolly verwendet.